# Русскоивановка
Русскоивановка (укр. Руськоіванівка) — село, относится к Белгород-Днестровскому району Одесской области Украины.
Население по переписи 2001 года составляло 1613 человека. Почтовый индекс — 67721. Телефонный код — 4849. Занимает площадь 5,96 км².
Русскоивановка — центр сельского совета. Расположена на берегах реки Хаджидер, в 55 км от районного центра и железнодорожной станции Белгород-Днестровский.
В Русскоивановке расположена центральная усадьба колхоза «Дружба народов», за которым закреплено 6,1 тыс., га сельскохозяйственных угодий, в том числе 4,4 тыс. га пахотной земли. В хозяйстве выращивают зерно и виноград, огородные и тепличные культуры, разводят овец, крупный рогатый скот. Подсобные предприятия: мельница, пилорама, черепичный цех. На территории села находится 2 государственных винзавода. За трудовую доблесть орденами и медалями награждены 100 человек. Орденов Ленина и Октябрьской Революции удостоен С. С. Сидоренко — руководитель виноградарской бригады; трактористы А. И. Плетенчук и В. А. Тюреев награждены орденом Октябрьской Революции.
В селе имеются средняя и начальная школы, в которой 30 учителей обучают 425 учеников, дом культуры со зрительным залом на 650 мест, две библиотеки с книжным фондом 7,4 тыс. экземпляров. Работают участковая больница на 25 коек (13 медработников, в том числе 2 врача), два детских дошкольных учреждения, дом быта, девять магазинов, отделение связи, сберегательная касса. Сооружен стадион.

## История
Русскоивановка основана в 1812 году беглыми крепостными крестьянами и переселенцами из центральных губерний России. Советская власть установлена в декабре 1917 года. Во время оккупации края буржуазно-помещичьей Румынией жители села активно включились в движение сопротивления. В феврале 1918 года русскоивановцы помогли Дунайской военной флотилии изгнать на некоторое время захватчиков из села. В августе следующего года были арестованы два жителя Русскоивановки — члены подпольной коммунистический организации, раскрытой в селе Староказачьем. Но революционное подполье продолжало действовать. В 1935 году по делу Арцизской подпольной коммунистической организации был осужден за революционную пропаганду житель Русскоивановки П. Б. Онуфриенко. Жители провели сбор средств в помощь этому политзаключенному. Мужественного коммуниста замучили жандармы в тюрьме Дофтана. Советская власть в селе восстановлена в июне 1940 года. В период Великой Отечественной войны здесь действовала подпольная группа в составе шести человек под руководством бывшего заместителя председателя сельсовета А. А. Буколова (часть подпольщиков участвовала в движении сопротивления румынским оккупантам ещё в 1929—1940 гг.). Члены группы проводили агитационную работу среди населения, организовывали саботаж мероприятий оккупантов, укрывали военнопленных, оказывали помощь разведчикам Красной Армии. На фронтах войны сражались с врагом 279 жителей села. 150 из них отдали жизнь за Родину. 128 воинов удостоены правительственных наград. Уроженец Русскоивановки А. А. Житарь за мужество, проявленное в боях с фашистами, удостоен звания Героя Советского Союза.
В Русскоивановке установлен памятник воинам-односельчанам, погибшим на фронтах Великой Отечественной войны. В УССР село называлось Русская Ивановка.

## Местный совет
67721, Одесская обл., Белгород-Днестровский р-н, с. Русскоивановка, ул. Генерала Селезнёва, 62,
67721, Одесская обл., Белгород-Днестровский р-н, с. Русскоивановка, ул. Генерала Селезнёва, 40.